# Кутузовский фонтан
Куту́зовский фонта́н или Суук-Су (укр. Кутузовський фонтан, Сюнґю-Су, крымскотат. Süngü Suv, Сюнгю Сув) — фонтан-памятник М. И. Кутузову недалеко от места боя 24 июля 1774 года при деревне Шумы, где он был тяжело ранен пулей в голову. Находится на 35-м километре трассы Симферополь-Алушта, перед поворотом на село Лучистое (Демерджи). За время существования пережил несколько реконструкций, в том числе и перенос на местности на несколько десятков метров. На Украине — памятник культурного наследия. В России — объект культурного наследия регионального значения.

## Характеристика водного источника
Родник Сунгу-Су, как и другие временные водотоки и родники северной части амфитеатра Алуштинской долины относятся к бассейну маловодной реки Демерджи. Все водотоки региона имеют резко выраженный сезонный водный режим. Название Сунгу-Су означает в переводе с крымскотатарского языка «штык-вода» (süngü — штык, suv — вода) закрепилось после событий 1774 года, раннее название родника неизвестно.

## История фонтана

### События русско-турецкой войны

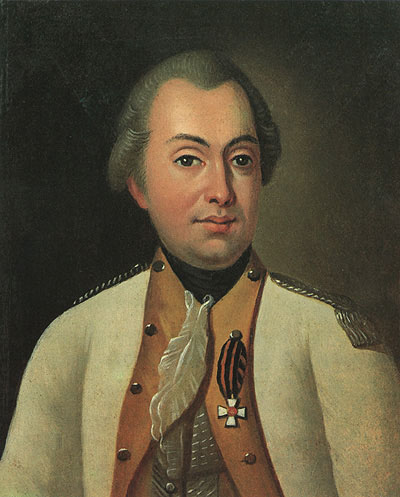
О. И. Брож, копия с портрета 1777 года кисти Ротари из собрания Музея-панорамы Бородинской битвы, М. И. Голенищев-Кутузов, оба глаза зрячие

В июле 1774 году в конце русско-турецкой войны 1768—1774 годов, на южном побережье Крыма высадился турецкий десант под командованием Гаджи-Али-Паша. Российским отрядом под командованием генерала В. П. Мусина-Пушкина десант был успешно отражён, но в ходе решающего боя 24 июля (4 августа) 1774 года у деревни Шумы (ныне Верхняя Кутузовка) был тяжело ранен командовавший батальоном подполковник М. И. Кутузов.
Из донесения командующего 2-й Крымской армией генерал-аншефа В. М. Долгорукова-Крымского:

Ранены: Московскаго легиона Подполковник Голенищев-Кутузов, приведший гренадерский свой баталион, из новых и молодых людей состоящий, до такого совершенства, что в деле с неприятелем превосходил оный старых солдат. Сей Штаб-Офицер получил рану пулею, которая, ударивши его между глазу и виска, вышла на пролет в том же месте на другой стороне лица.
Место боя было хорошо документировано и картографировано еще непосредственно участниками сражения. В ходе археологических раскопок 2000-х годов эта локализация подтверждена многочисленными находками пуль, монет, пуговиц и другого археологического материала, установлено местонахождение конкретных укреплений, часть из которых до сих пор просматривается на местности.

### Фонтан на могиле Исмаил-аги
В 1804 году карасу-базарским обывателем, с разрешения таврического губернатора Д. Б. Мертваго, находившийся поблизости от места сражения источник Сунгу-Су был оформлен в виде фонтана в восточном стиле (кр.-тат. чишме) по заказу сына погибшего в Шумском сражении турецкого офицера Исмаил-аги в память об отце.

### Прокладка шоссе и реконструкция 1830 года
В период русско-турецкой войны 1828—1829 годов фонтан был переименован в Кутузовский. С 1831 года фонтан содержался на средства государственных дорожных служб. Всего было 6 реконструкций фонтана. В 1835 на фонтан была установлена чугунная доска с текстом о ранении Кутузова, которую ок. 1845 г. сменила мраморная табличка.

Изображения фонтана в XIX - начале XX века (до реконструкции 1945 года)
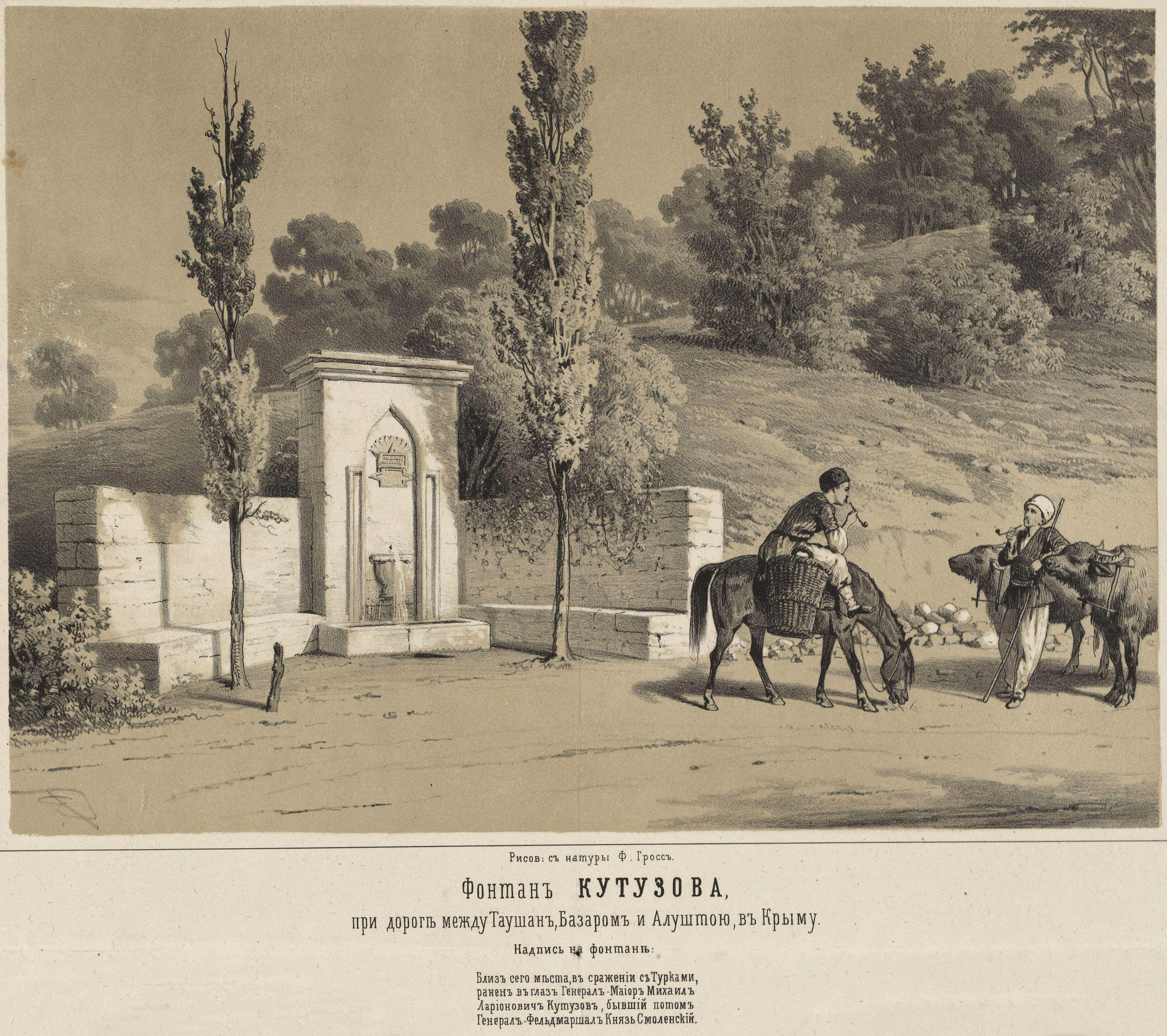
С рисунка Ф. И. Гросса. Литография Фонтан Кутузова. 1856 год, «Русский художественный листок» В. Ф. Тимма №22
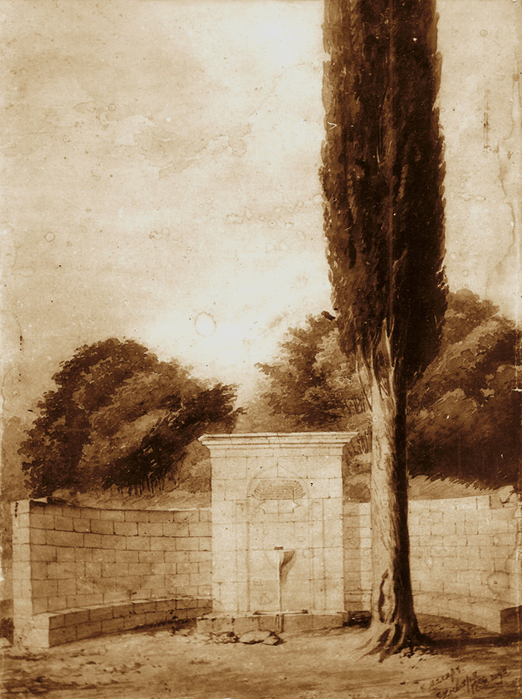
Маляр К. К. Кутузовский фонтан. 1888 год, ныне в собрании Центрального музея Тавриды
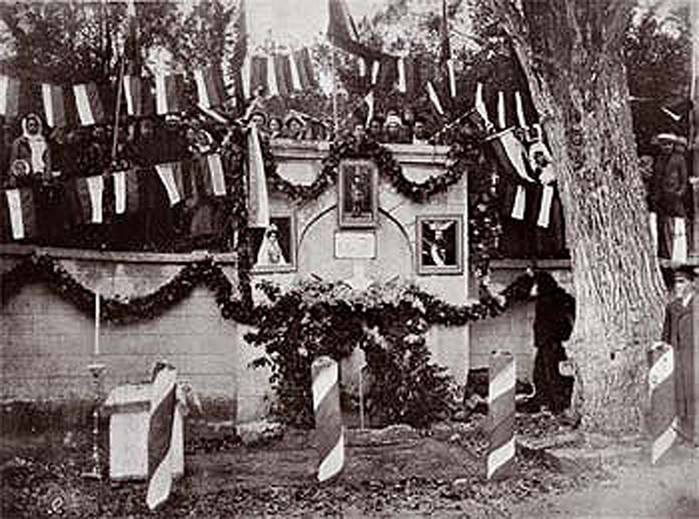
Кутузовский фонтан, декорированный к празднованию 300-летия дома Романовых, осень 1913 год

### Реконструкция 1956 года
В ходе глубокой реконструкции в начале — середине 1950-х годов автодороги Москва — Харьков — Симферополь — Ялта (сейчас европейский маршрут E 105, на Украине трасса М-18, в России трасса 35А-002), на ряде участков практически в форме нового строительства, памятник попал в зону работ. Дорога расширялась до трёх, местами до четырёх полос. 27 октября 1958 года было принято Постановление Совета Министров УССР № 1340-Р «О строительстве троллейбусной линии Симферополь-Алушта-Ялта» и в том же году работы по строительству были начаты, на многих участках дорога пролегла по новым осям. 15 июня 1959 года по новой трассе началось движение, 7 ноября 1959 года из Симферополя в Алушту прошёл первый троллейбус.

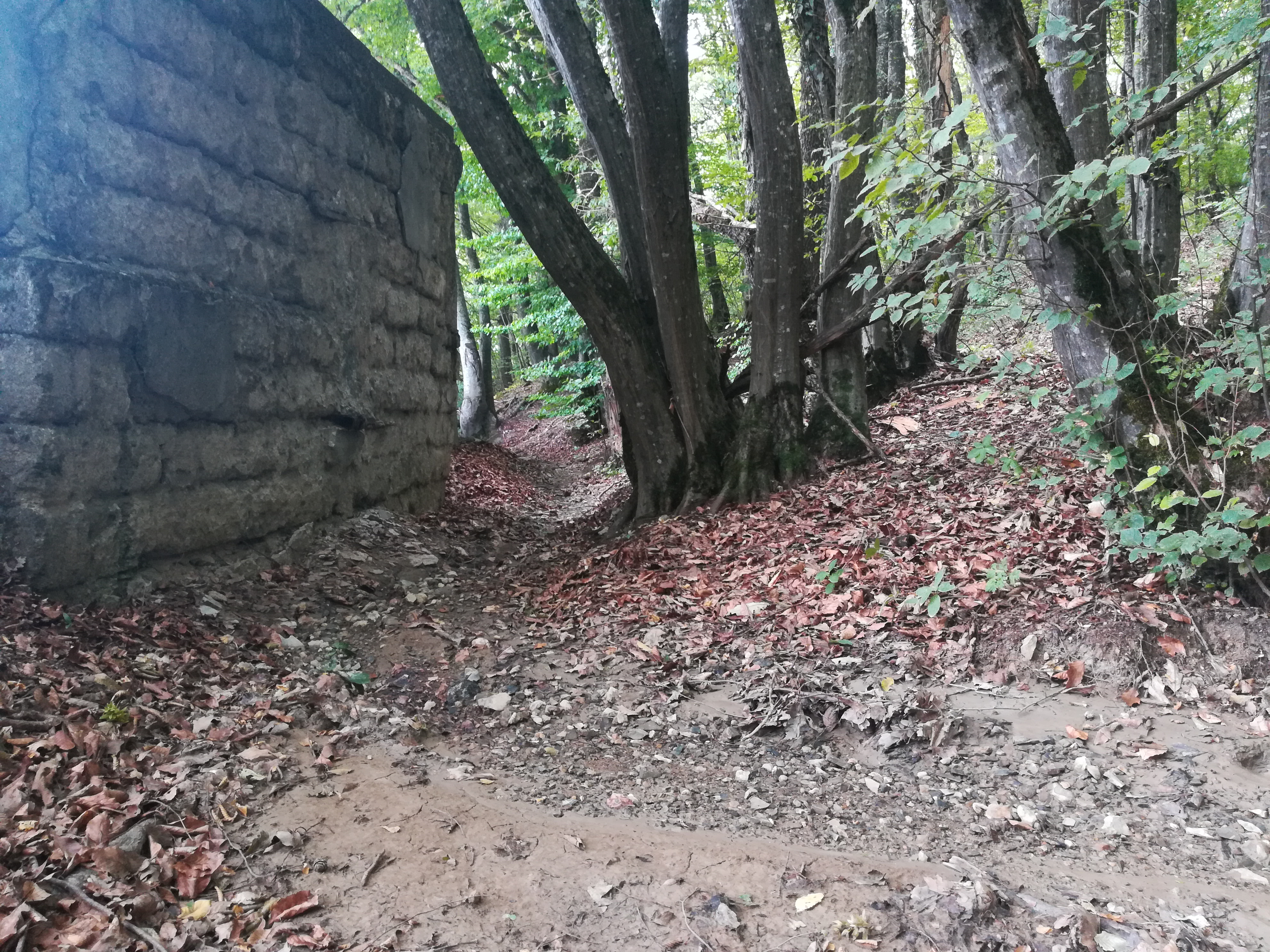
Селевое русло на примыкающей к фонтану территории. 2020

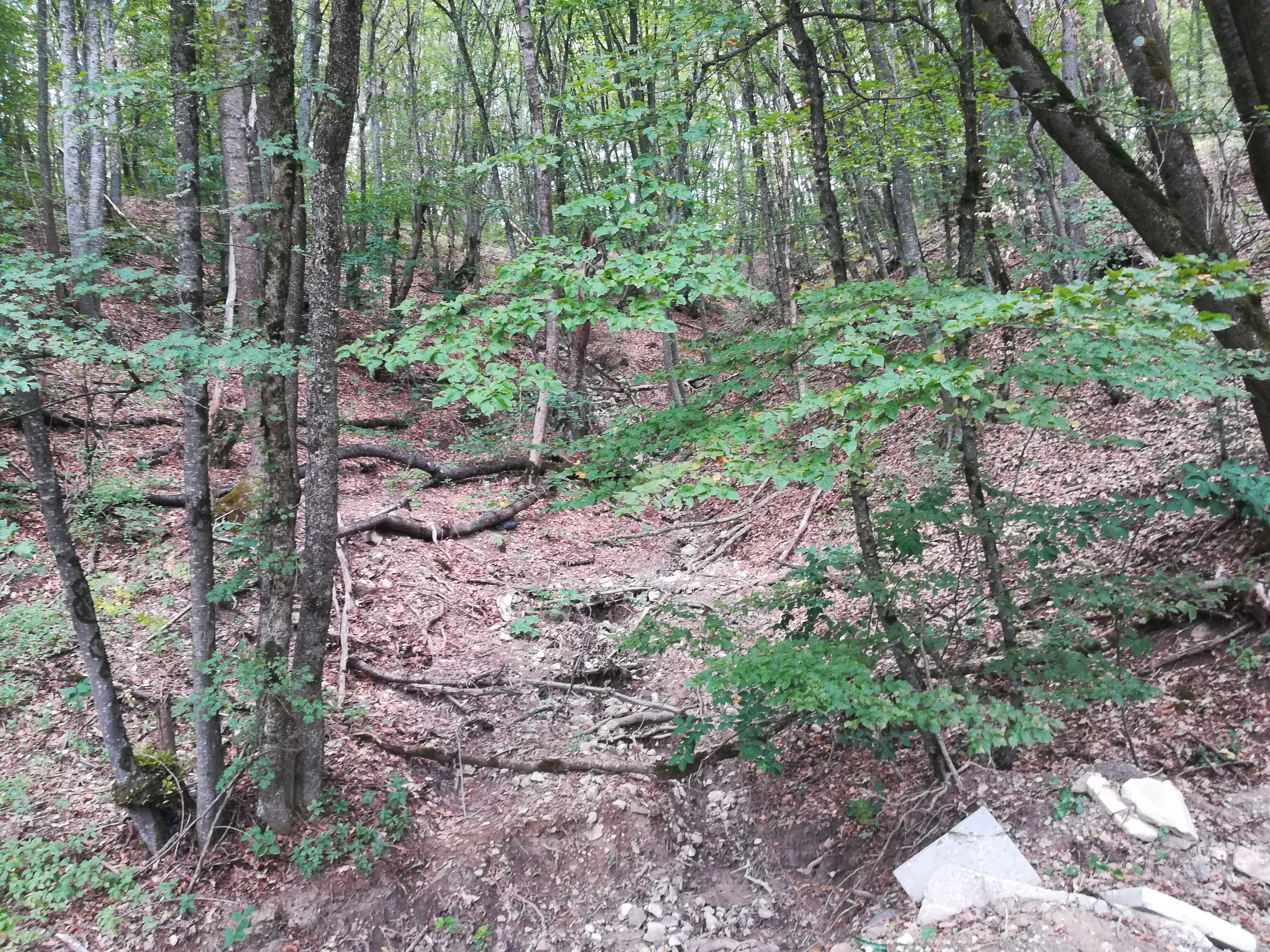
Селевое русло на примыкающей к фонтану территории. 2020

Район фонтана относится к угрожаемой оползневой зоне. Поэтому ещё в 1956—1957 годах по проекту архитектора А. С. Бабицкого, были проведены работы по переносу фонтана, после которых фонтан-памятник приобрёл современный вид. Памятник перенесён от первоначального положения на 30-40 метров. Подпорная стена нового фонтана (около 20 м) перекрыла потенциальное селевое русло, угрожавшее трассе государственного значения. Каптаж источника Сунгу-Су был выведен ниже дороги, чтобы исключить обводнение и оползневые явления в насыпи, таким образом фонтаном памятник сейчас называется условно, водотока на нём нет. Скульптором Л. С. Смерчинским выполнен барельеф полководца из искусственного камня. От трассы памятник отделён обширной площадкой с центральной аллеей и дорожками.

Вид памятника после реконструкции 1956 года
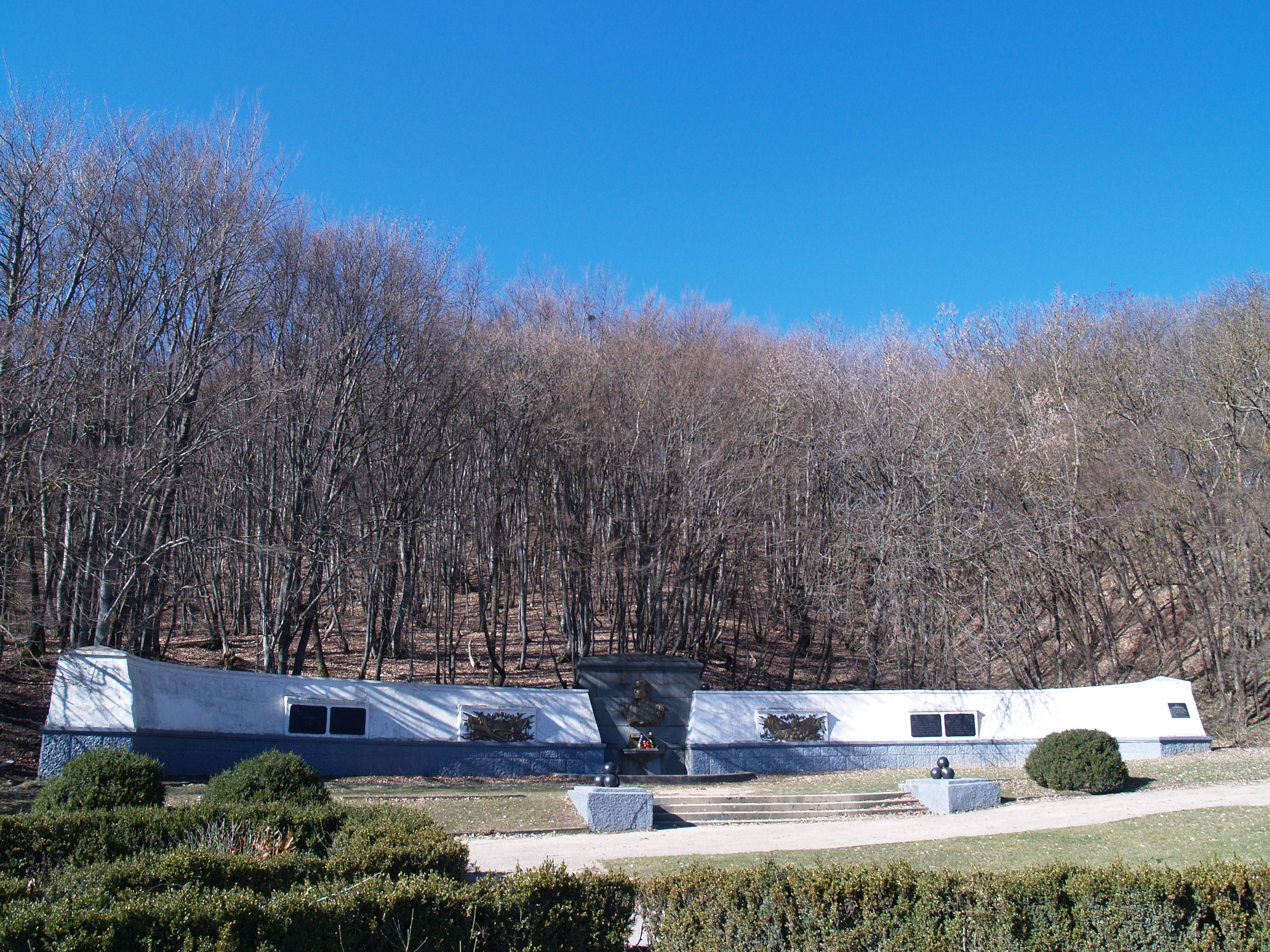
Вид после реконструкции 1956 года с добавленными памятными табличками. Опорная стена расширена, центральная стела понижена.
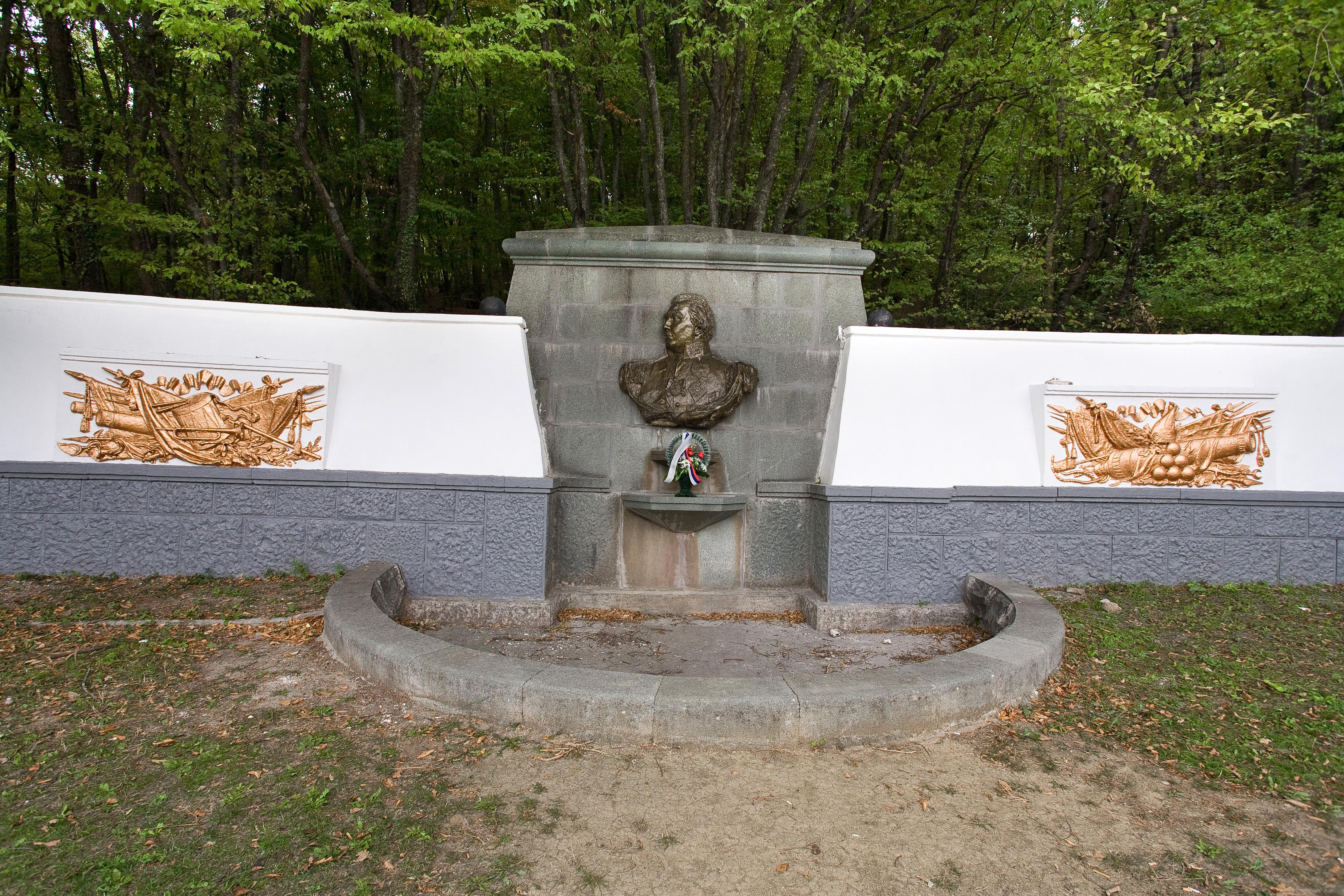
Стела и барельеф после реконструкции 1956 года. Архитектор А. Бабицкий, скульптор Л. С. Смерчинский.
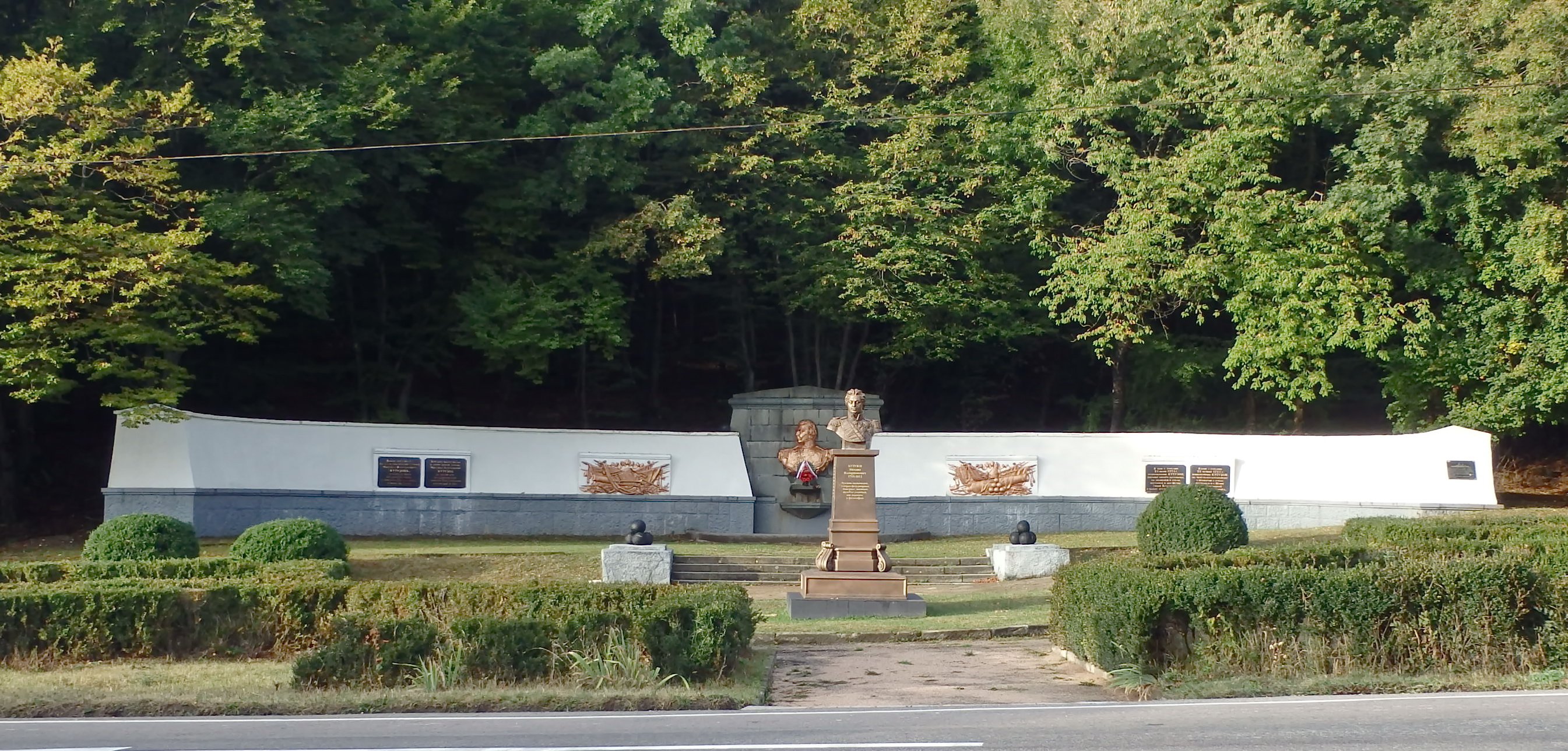
После установки бюста М. И. Кутузова 10 сентября 2014, скульптор М. Л. Сердюков
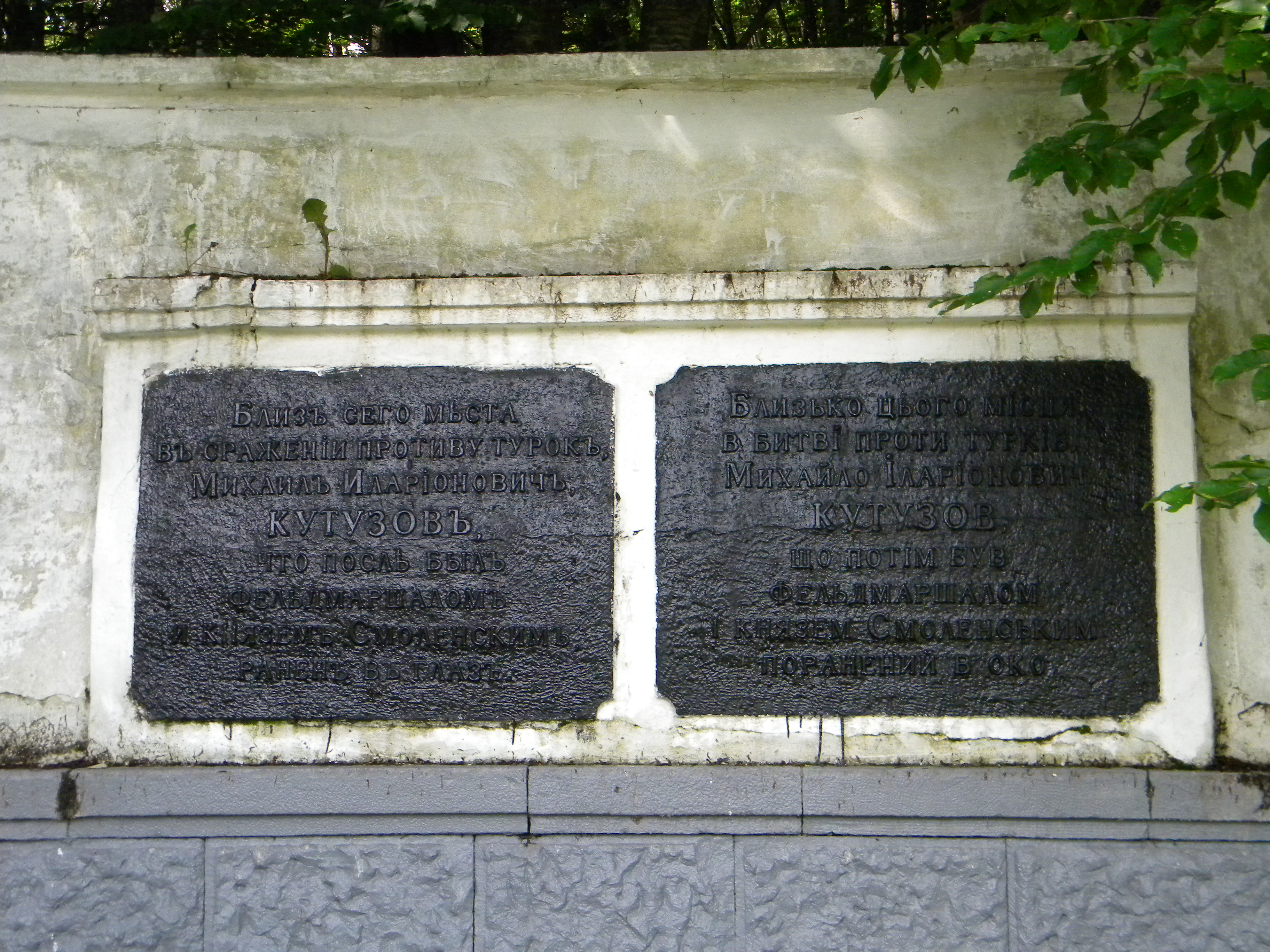
Памятные таблички[17]  на русском и украинском языке (в 1954 году Крымская область была передана УССР)
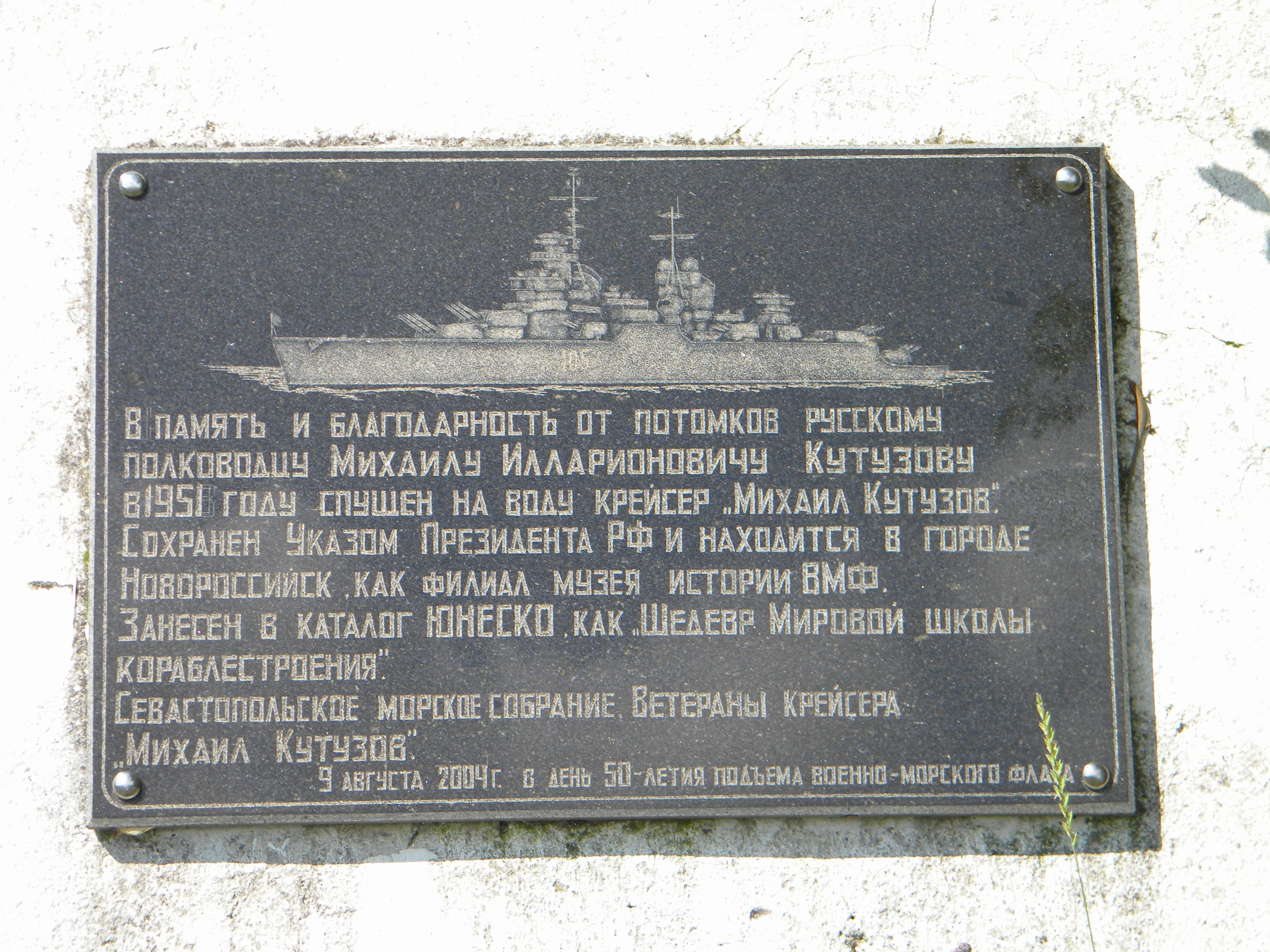
Памятная табличка от ветеранов крейсера «Михаил Кутузов», 2004 год

### Открытие памятника М. И. Кутузову около Кутузовского фонтана в 2014 году
Вскоре после Аннексии Крыма Российской Федерацией в 2014 году власти полуострова развернули план монументальной пропаганды в рамках проекта «Аллея российской славы». Одним из его мероприятий стало открытие 10 сентября 2014 на трассе Симферополь — Алушта у памятника «Кутузовский фонтан» бюста полководца приуроченное к 240-й годовщине со дня Шумского сражения и 269-й годовщине со дня рождения М. И. Кутузова. В нём участвовали Председатель Государственного Совета РК Владимир Константинов, на тот момент и. о. Главы Республики — Председатель Совета министров РК Сергей Аксенов, на тот момент Полномочный представитель Президента РФ в Крымском федеральном округе Олег Белавенцев, депутаты, представители прессы, общественность. Во время открытия была развернута выставка материалов о фельдмаршале, археологических находок с места Шумского боя, обнаруженных в последние годы. Номинально автором скульптуры считается руководитель скульптурной мастерской проекта «Аллея российской славы» М. Л. Сердюков, конкретные исполнители не оглашаются.

## Надписи на памятных досках
1. «Близъ сего мѣста въ сраженіи противу турокъ, Михаилъ Иларіоновичъ, Кутузовъ, что послѣ былъ Фельдмаршаломъ и князем Смоленськимъ, раненъ в глазъ».
2. «В бою с турками 24 июня 1774 г. подполковник Кутузов, во главе своего батальона, со знаменем в руках, ворвался в дер. Шумы (ныне Кутузовка) и выбил оттуда неприятеля».